# Robert William Otto Allen
Robert William Otto Allen (18. marts 1852 – 9. december 1888) var dansk pianist, komponist og dirigent. Bror til Georg Frederik Ferdinand Allen.
Uddannet på Det kgl. Musikkonservatorium som elev af Edmund Neupert. Fra slutningen af 1870’erne var han musiklærer i Århus og i 1885 blev han organist ved Århus Domkirke. Var en flittig bidragyder til det århusianske musikliv både som pianist, som dirigent for bl.a. Sangforeningen Brage og som en af lederne i Aarhus Musikforening. Kort før sin død blev han udnævnt til overdirigent for de jyske sangforeninger.

## Musik
- Koncertouverture i G-Dur (1881)
- Ouverture til Dina (sceneværk af Oehlenschläger – 1886)
- Løft dit hoved, du raske gut (kor, klaver og orkester -1883)
- sange
- klaverstykker